# Ministero federale degli affari esteri (Germania)
Il Ministero degli affari esteri (in tedesco Auswärtiges Amt) è il dicastero preposto alla conduzione della politica estera della Germania. Dal 1966, il ministro degli esteri è, solitamente, anche Vice Cancelliere. Tuttavia, sia nel governo Merkel IV sia nel governo Scholz, Governo Merz  non è possibile affermare questa cosa. Il Ministro è attualmente Johann Wadephul.

## Storia
Il Ministero degli Affari Esteri fu istituito in Germania nella Confederazione Germanica del Nord nel 1870 e la prima nomina giunse nel 1871 con un segretario di stato. Con la proclamazione della costituzione tedesca nel 1871 il Cancelliere venne stabilito quale unico responsabile del ministero degli esteri e molto spesso le due cariche si trovarono a coincidere in quanto i cancellieri eletti erano già stati ministri degli esteri di Prussia. Questo accadde in particolar modo sotto i governi di Otto von Bismarck (1871–1890) e Bernhard von Bülow (1900–1909).

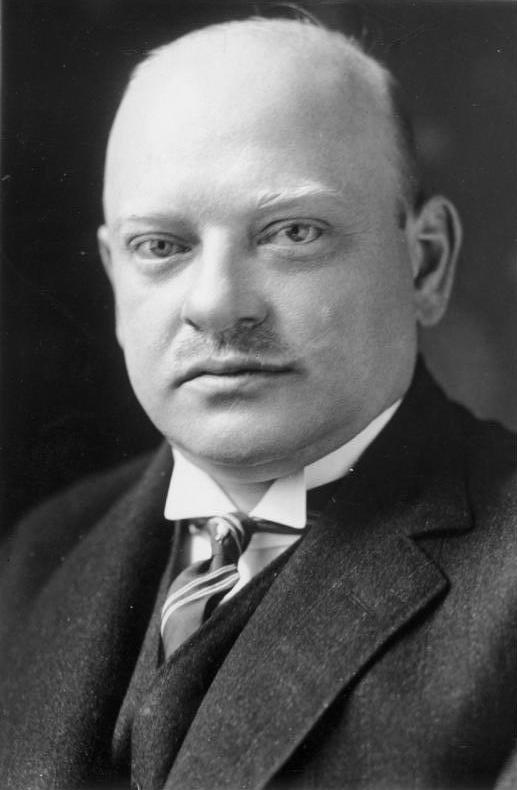
Gustav Stresemann, uno dei più influenti ministri degli esteri tedeschi e premio nobel per la pace nel 1926.

Nel 1919, la Repubblica di Weimar elevò il segretario di stato agli affari esteri al rango di ministro, responsabile del proprio dipartimento di governo.
Di rilevanza fondamentale in questo periodo fu l'ascesa alla carica da parte di Gustav Stresemann, capo del Partito Popolare Tedesco, il quale fu ministro degli affari esteri dal 1923 alla sua morte nel 1929. Il suo lungo servizio diede stabilità alla politica estera della Germania, migliorò notevolmente la posizione dei ministeri rispetto ai cancellieri che subivano continui cambiamenti e dimissioni. Stresemann ottenne nel 1926 il premio nobel per la pace grazie alla sua opera di riconciliazione profonda tra Germania e Francia.
Il ministero degli affari esteri rimase praticamente poco attivo sino all'ascesa del nazismo nel 1933 quando il ministro Konstantin von Neurath, nominato nel 1932, rimase poi in carica sino al 1938. Ad ogni modo, durante questo periodo, l'incarico venne progressivamente marginalizzato sino al rimpiazzo di Neurath con Joachim von Ribbentrop che tese a politicizzare tale ruolo.
Dopo la Seconda guerra mondiale e la fondazione di due germanie separate nella Repubblica Federale di Germania a ovest e la Repubblica Democratica di Germania a est, si identificarono anche due modi differenti di condurre la politica estera. Mentre l'Unione Sovietica restaurò la sovranità politica sui territori occupati concedendo la formazione di un nuovo ministero degli esteri indipendente da Mosca (ma comunque legato politicamente), nella Germania occidentale il ministero degli esteri era gestito dalle maggiori potenze europee. Nel 1951 anche la Germania ovest ottenne il proprio ministero degli esteri, ma al cancelliere Konrad Adenauer venne chiesto di mantenere tale incarico sino a quando le potenze europee non avessero dato piena sovranità alla Germania occidentale, fatto che avvenne nel 1955. Successivamente, gli succedette Heinrich von Brentano come ministro degli esteri. Nel 1990 la Repubblica Democratica di Germania cessò di esistere ed i due territori vennero riuniti tenendo come base l'organizzazione della Germania occidentale.
Dal 1966 venne stabilito nella Germania occidentale che il ministro degli esteri dovesse essere nominato ex officio Vice Cancelliere e che tale carica venisse concessa a un membro dei partiti minori componenti la coalizione di governo. La regola è stata di massima sempre accettata pur con qualche eccezione come Franz Müntefering, vice cancelliere dal 2005 al 2007.
La sede del Ministero è l'ex edificio della Reichsbank a Berlino.